# John Stoltenberg
Pour les articles homonymes, voir Stoltenberg.
John Stoltenberg, né vers 1944 à Minneapolis, est un militant féministe radical américain, journaliste et metteur en scène. Il a été, entre autres, le chef d'édition du magazine AARP The Magazine, une publication bimensuelle américaine, de 2004 à 2012. Stoltenberg était le compagnon, puis le mari, de la féministe Andrea Dworkin décédée en 2005. C'est notamment avec cette dernière qu'il élaborera une analyse de la masculinité et de l'hétérosexualité s'inscrivant dans le cadre plus large du féminisme radical.

## Biographie
John Stoltenberg est né à Minneapolis vers 1944. Il suit des études à Northfield dans le Minnesota au St. Olaf College et y obtient en 1966 un Bachelor of Arts, qu'il complétera par des études au séminaire à l'Union Theological Seminary de New York et par une maîtrise passée à l'université Columbia. Stoltenberg a été le chef d'édition de plusieurs magazines américains dont le bimensuelle AARP The Magazine dès 2003. 
Il a fondé le groupe Men Can Stop Rape en 1987 et a conçu, 10 ans plus tard, l'initiative My strength is not for hurting qui a pour but de prévenir les agressions sexuelles en s'adressant directement aux jeunes hommes, étant donné que pour Stoltenberg les 14-18 ans sont les plus influencés par une culture de la violence et donc les plus à même de devenir des violeurs,.

## Théorie
Partisan dès les années 1970 du féminisme radical, John Stoltenberg s’inscrit donc dans un mouvement qui met particulièrement l’accent sur la sexualité et sur la façon dont elle serait instrumentalisée par les hommes afin d’opprimer le sexe féminin. Il définit ainsi le féminisme radical « comme cette forme de féminisme qui, en particulier par sa focalisation sur toutes les formes de violences sexuelles – dont le viol, les agressions sexuelles, la pornographie et la prostitution – cherche à exposer et éliminer à la racine l’oppression dont l’origine se trouve dans la suprématie masculine et le genre hiérarchique ». C’est dans ce cadre théorique que Stoltenberg analysera la masculinité comme une construction sociale déterminante venant se superposer au sexe biologique, qui serait lui sans importance. Toujours selon lui, cette masculinité inventée ne pourrait se perpétuer qu’en opprimant et violentant le genre féminin, notamment au travers d’une sexualité agressive, comme le résume Léo Thiers-Vidal « Les hommes développent un type de sexualité fondé sur la violence, l’humiliation, la pression, et le contrôle « afin d’avoir une masculinité », tandis que « sera ressenti comme sexuel/sensuel ce qui renforce l’identité masculine ». 
Tout étant conscient de son appartenance au groupe dominant, le genre masculin, et des bénéfices qu’il en tire, chose rare parmi les hommes se réclamant du féminisme, Stoltenberg propose « la fin de la masculinité », afin de faire face aux pratiques oppressives qui en découle.  Il affirme ainsi que « l’identité masculine est construite à travers les choix que nous faisons et les actions que nous entreprenons  […] Nous devons changer le cœur de notre être. Le cœur de notre être doit aimer la justice plus que la masculinité ».

## Relation avec Andrea Dworkin
En 1974, Stoltenberg rencontre la théoricienne féministe Andrea Dworkin à la sortie d'une lecture de poèmes dans Greenwich Village, qu'ils avaient quittée tous les deux à cause de la tournure misogyne que prenait la réunion. Ils sont devenus des amis très proches jusqu'à finalement vivre ensemble et même se marier en 1998,. Bien que Dworkin ait publiquement écrit « J'aime John avec mon cœur et mon âme » tandis que de l'autre côté, Stoltenberg décrivait Dworkin comme « l'amour de ma vie », elle a continué à s'identifier publiquement comme lesbienne tandis que Stoltenberg se reconnaissait comme gay. Ce dernier racontant la perplexité que semblait causer leur relation et résumait celle-ci en disant : « je signale juste publiquement le plus simple des faits : oui, Andrea et moi vivons ensemble, nous nous aimons et nous sommes partenaires, et oui nous sommes tous les deux sortis du placard ». Après la mort de Dworkin, en 2005, Stoltenberg a affirmé que « c'est pourquoi nous n'avons pas dit à n'importe qui que nous étions mariés, parce que cela aurait rendu les gens confus. Ils pensent, Oh, elle est sienne. Et nous ne voulions pas de ces bêtises ». Leur relation de plus de 30 ans a fortement influencé Stoltenberg et son travail, comme il le confiait : « J'ai tendance à parler beaucoup de ce sur quoi je suis en train de travailler : Andrea est généralement la première personne à entendre l'idée - parce qu'elle naît souvent d'une de nos conversations - et elle est la seule personne à qui je montre tous les brouillons successifs ».

## Principales publications
- Refuser d'être un homme : Pour en finir avec la virilité  (trad. Martin Dufresnes, Yeun L-Y, Mickaël Merlet, préf. Christine Delphy), Éditions Syllepse, 2013, 268 p.
- Peut-on être un homme sans faire le mâle?, Éditions de l'Homme, 1999, 346 p.
- "Vivre avec Andrea"[11].
- "Vers la justice de genre"[12].
- "Parler de « masculinité saine » est comme parler d’un « cancer sain ». Voici pourquoi[13].
- "Sexualité masculine — ce qui rend sexy la possession d’autrui"[14].
- "Le pourquoi de l'oppression" [15].